# Lass Dir was einfallen!
Lass Dir was einfallen! (Get a Clue) ist eine US-amerikanische Filmkomödie aus dem Jahr 2002. Regie führte Maggie Greenwald, das Drehbuch schrieb Alana Sanko.

## Handlung
Der Teenager Lexy Gold entstammt höheren gesellschaftlichen Kreisen, trägt Designerkleidung und lebt in Manhattan. Gold arbeitet in der Redaktion der Schulzeitung. Dort veröffentlicht sie ein Foto der Lehrer ihrer Schule, das eine Tageszeitung abdruckt. Einer der Lehrer, Orlando Walker, verschwindet daraufhin spurlos.
Die Geliebte und Kollegin des Verschollenen, Frau Dawson, wird eines Verbrechens verdächtigt. Gold und der mit ihr befreundete Jack Downey suchen den Lehrer. Sie finden ihn, gleichzeitig kommen sie einem Betrüger auf die Spur. Frau Dawson wird in eine Falle gelockt und gefesselt zurückgelassen; Lexy Gold findet auch sie. Der schuldige Betrüger wird verhaftet. Die Polizei verdächtigt Walker der Mittäterschaft, aber Gold identifiziert einen Edelstein, den der Betrüger kaufte, um das durch seine Aktivitäten erhaltene Geld zu verstecken.
Am Ende heiraten Walker und Dawson. Lexy Gold kauft zur Verwunderung ihrer Freunde gebrauchte Schuhe.

## Kritiken
David Nusair schrieb auf Reel Film Reviews, angesichts des Produktionsunternehmens überrasche nicht, dass der Film den Zuschauern, die älter als ungefähr 12 Jahre seien, nichts anzubieten habe. Man könne ihn trotz der Mitwirkung der „charismatischen“ Darsteller wie Lindsay Lohan und Ian Gomez vergessen. Das Drehbuch sei frei von allem, was auch nur entfernt der Komplexität ähnlich sei. Der Schnitt und die Filmmusik seien dem Zielpublikum angepasst. Das Zuschauen sei eine „langweilige Zeitverschwendung“ („boring waste of time“).

## Hintergründe
Der Film wurde in Toronto gedreht. Er wurde von einem Tochterunternehmen der Walt Disney Company produziert.